# جدعون كلاين
جدعون كلاين (و. 1919 – 1945 م) هو عازف بيانو، وملحن تشيكوسلوفاكي، ولد في برشيروف، يستخدم آلات بيانو، عن عمر يناهز 26 عاماً.

## وصلات خارجية
- جدعون كلاين على موقع IMDb (الإنجليزية)
- جدعون كلاين على موقع ميوزك برينز (الإنجليزية)
- جدعون كلاين على موقع أول ميوزيك (الإنجليزية)
- جدعون كلاين على موقع ديسكوغز (الإنجليزية)

- جدعون كلاين في قاعدة بيانات الأفلام على الإنترنت